# 东明县站
东明县站，位于中华人民共和国山东省菏泽市东明县城关街道，是新兖铁路上的火车站，建于1985年，由郑州铁路局管辖。

## 車站周邊
- 菏泽东明万豪商务酒店
- 东明县公安局
- 东明县盐务局
- 东明城乡客运中心

## 歷史
- 建于1985年。

## 外部連結
- 中国铁路客户服务中心（页面存档备份，存于）